# Белицкий, Абрам Александрович
Абра́м Алекса́ндрович Бе́лицкий (1905—1960) — советский учёный, доктор геолого-минералогических  наук, профессор.
Один из создателей научной школы специалистов в области тектонофизики. Автор более 30 работ, одна из них переведена на китайский язык и издана в КНР.

## Биография
Родился 7 января (20 января по новому стилю) 1905 года в селе Скотоватом Бахмутского уезда Екатеринославской губернии, в семье  Александра Александровича и Любови Абрамовны.
В 1920—1923 годах работал на шахте № 15 (Игнатьевская) Красногвардейского рудоуправления в Донбассе учеником в механической мастерской, затем — камеронщиком на центробежном насосе. В конце 1923 года шахта была законсервирована и Абрам Белицкий был переведен на коксовые печи Ново-Смолянинского рудника. В 1924 года из-за болезни переехал в Краматорск, где устроился рабочим на коксохимический завод.
В поисках новой работы решил переехать в Сибирь. Сначала работал в Вятке (ныне город Киров) на текстильной фабрике «Красный труд», где проработал в течение года рабочим. В 1928 году окончил рабфак и по разверстке Наркомпроса в этом же году поступил в Сибирский технологический институт (ныне Томский политехнический университет) на горный факультет. В 1932 году . окончил Сибирский геолого-разведочный институт (был создан на основе Сибирского технологического института и Томского государственного университета), получив квалификацию инженера-геологоразведчика. По окончании вуза был оставлен на кафедре разведочного дела и зачислен в аспирантуру. В 1932-1933 годах  проводил хронометрирование буровых работ в геологоразведочных исследованиях в Кузбассе с целью выработки обоснованных норм бурения (работал в хронометрической партии под руководством главного инженера треста «Кузбассуголь» В. И. Высоцкого).
В 1933 году Абрам Александрович начал свою преподавательскую деятельность, вел практические занятия по курсу «Методика разведки углей и сланцев» в Томском индустриальном институте (так назывался в то время Томский политехнический университет). В 1934 году был командирован в Прокопьевское рудоуправление Кузбасса для стажировки на производстве. Работая старшим геологом на шахтах Кузбасса, изучал тектонику Прокопьевско-Киселевского района, в частности много наблюдений и замеров выполнил на шахте «Коксовая-1». В конце 1935 года вернулся на кафедру и приступил к обработке собранного материала для кандидатской диссертации, которую защитил 25 апреля 1937 года. В ноябре 1938 года был утвержден в ученом звании доцента и ученой степени кандидата наук. Исполняя на кафедре обязанности доцента, Белицкий одновременно работал в Кузбассе, выполняя задачи треста «Кузбассуголь».
В октябре 1950 года Белицкий защитил докторскую диссертацию на тему “Тектоника юго-западной части Присалаирской полосы угленосных отложений Кузбасса”, в 1951 году был утвержден в ученом звании профессора и ученой степени доктора наук. С 1954 года — заведующий кафедрой методики разведки полезных ископаемых; с сентября 1957 года — заведующий кафедрой полезных ископаемых геологоразведочного факультета; с 18 мая по 1 октября 1957 года — декан геологоразведочного факультета; с июля 1960 года — заведующий кафедрой геологии и разведки месторождений полезных ископаемых Томского политехнического института. Под его руководством защищено около 10 кандидатских диссертаций.
С 1 сентября 1952 по 1 сентября 1957 года Абрам Александрович по совместительству работал профессором кафедры геофизических методов разведки Томского государственного университета. Помимо этого в разное время по совместительству работал в КузНИИ и Западносибирском филиале Академии наук СССР.
Одновременно занимался общественной деятельностью — будучи членом ВКП(б)/КПСС, избирался членом парткома ТПИ и членом Кировского райкома КПСС; редактировал многотиражную газету Томского политехнического института “За кадры”.
Умер 1 августа 1960 года в Томске.
Был награжден орденами Трудового Красного Знамени (1946) и «Знак Почета» (1953), а также медалями, в числе которых «За доблестный труд в Великой Отечественной войне 1941-1945 гг.» (1946). Также был удостоен Похвального листа Министерства угольной промышленности СССР.